# Кронштадтский футшток
Кроншта́дтский футшто́к — футшток для измерения высоты уровня Балтийского моря, установленный на устое Синего моста через Обводный (Проводной) канал в Кронштадте.
От нуля Кронштадтского футштока (в рамках Балтийской системы высот) на всей территории бывшего Советского Союза производятся измерения абсолютных высот.
Кронштадтский футшток — один из старейших в глобальной сети уровневых постов Мирового океана.
Кронштадтский футшток — метрический, то есть отградуирован в сантиметрах.

## История
- С 1707 года в Кронштадте действует футшточная служба.
- В 1840 году по предложению гидрографа Михаила Францевича Рейнеке, в течение 15 лет проводившего кропотливые измерения уровня моря, на каменном устое Синего моста через кронштадтский Обводный канал нанесена черта, соответствовавшая среднему уровню воды Финского залива по наблюдениям 1825—1839 годов.

Многолетние позднейшие измерения подтвердили точность измерений М. Ф. Рейнеке, корректировка не потребовалась.
- В 1871—1904 годах астроном В. Е. Фус из астрономической обсерватории в Кронштадте осуществил нивелирную связь нуля Кронштадтского футштока с марками на материке. В. Е. Фусу принадлежит большая заслуга в решении вопроса об основном нуле высот России.
- В 1886 году астроном-геодезист Ф. Ф. Витрам на месте нулевой метки вделал в камень медную пластину с горизонтальной чертой, которая и представляет нуль Кронштадтского футштока.
- В 1898—1899 годах в деревянном домике, выстроенном на Соборной улице (на берегу Обводного канала, над заброшенным колодцем екатерининских времен)[2] был установлен мареограф — автоматический прибор, постоянно регистрирующий уровень воды в колодце относительно нуля футштока[3]. Самописец мареографа фиксирует колебания моря, отмечая и отливы и наводнения. Постройка современного павильона, в котором расположен мареограф (на другом берегу канала, возле Синего моста), относится к советской эпохе (1951 год)[4]. Мареограф полностью автоматизирован и его показания в реальном времени передаются по линиям связи. Тем не менее, в соответствии с традицией четырежды в сутки показания снимаются метеорологом вручную с бумажного самописца.
- В 1913 году заведующий инструментальной камерой Кронштадтского порта Х. Ф. Тонберг установил новую пластину с горизонтальной чертой, которая и служит до настоящего времени исходным пунктом всей нивелирной сети России.
- Во время Великой Отечественной войны связанная с нулём нивелирная марка № 173, на материке, была утрачена. Зимой 1947 года под руководством А. В. Драке марка была вновь восстановлена путем положения нивелирного хода по льду от Кронштадта до материка. По ходу было забито 118 свай через 100 м, парами, на расстоянии 4—5 м. На материке был заложен репер № 6521 ГУГК (Главного управления геодезии и картографии), в парке г. Ломоносова[5].
- 11—13 апреля 1983 года в Ленинграде (ныне Санкт-Петербург) состоялось Межведомственное совещание по вопросу «Состояние наблюдений за уровнем моря и проблема Кронштадтского футштока». В связи с предстоящим строительством гидротехнического комплекса защиты Ленинграда от наводнений. На совещании было принято решении о создании дублеров в Кронштадте, Ломоносове (на основе репера № 6521 и маяка Шепелевский). Одновременно выяснилась недостаточная геолого-тектоническая изученность региона, где существуют протяжённые зоны тектонических нарушений, пересекающих Кронштадт и Ломоносов. Дублеры Кронштадтского футштока построены примерно в 40 км к западу от г. Ломоносова южнее маяка Шепелевский в районе мыса Каменный бухты Батарейная и представляет собой гидрометеорологический и уровнемерный комплексы со зданиями обсерватории. Наблюдения на Шепелевском синхронизированы с наблюдениями на уровнемерных постах в Кронштадте и Ломоносове и регулярно проводятся с 1 ноября 1987 года[5].

От нуля Кронштадтского футштока производятся измерения глубины Балтийского моря и абсолютных высот на всей территории России. Географические карты равняются на Кронштадтскую точку отсчёта.